# العلاقات المغربية السيراليونية
العلاقات المغربية السيراليونية هي العلاقات الثنائية التي تجمع بين المغرب وسيراليون.

## مقارنة بين البلدين
هذه مقارنة عامة ومرجعية للدولتين:
| وجه المقارنة                                              | المغرب                                 | سيراليون       |
| --------------------------------------------------------- | -------------------------------------- | -------------- |
| المساحة (كم2)                                             | 710.85 ألف                             | 71.74 ألف      |
| عدد السكان (نسمة)                                         | 36.07 مليون                            | 7.56 مليون     |
| الكثافة السكانية (ن./كم²)                                 | 50.74                                  | 105.38         |
| العاصمة                                                   | الرباط                                 | فريتاون        |
| اللغة الرسمية                                             | اللغة العربية، أمازيغية معيارية مغربية | لغة إنجليزية   |
| العملة                                                    | درهم مغربي                             | ليون سيراليوني |
| الناتج المحلي الإجمالي (بليون دولار)                      | 109.14 مليار                           | 3.77 مليار     |
| الناتج المحلي الإجمالي (تعادل القوة الشرائية) بليون دولار | 274.06 مليار                           | 10.13 مليار    |
| الناتج المحلي الإجمالي الاسمي للفرد دولار أمريكي          | 2.88 ألف                               | 653            |
| الناتج المحلي الإجمالي للفرد دولار أمريكي                 | 7.49 ألف                               | 1.97 ألف       |
| مؤشر التنمية البشرية                                      | 0.628                                  | 0.413          |
| رمز المكالمات الدولي                                      | +212                                   | +232           |
| رمز الإنترنت                                              | .ma                                    | .sl            |
| المنطقة الزمنية                                           | ت ع م+01:00                            | 00             |

## منظمات دولية مشتركة
يشترك البلدان في عضوية مجموعة من المنظمات الدولية، منها:
| علم المنظمة | اسم المنظمة                               | تاريخ انضمام المغرب | تاريخ انضمام سيراليون |
| ----------- | ----------------------------------------- | ------------------- | --------------------- |
|             | مؤسسة التنمية الدولية                     | 29 ديسمبر 1960      | 13 نوفمبر 1962        |
|             | البنك الإفريقي للتنمية                    | ?                   | ?                     |
|             | يونسكو                                    | 7 نوفمبر 1956       | 28 مارس 1962          |
|             | مؤسسة التمويل الدولية                     | 30 أغسطس 1962       | 10 سبتمبر 1962        |
|             | منظمة حظر الأسلحة الكيميائية              | ?                   | ?                     |
|             | الأمم المتحدة                             | 12 نوفمبر 1956      | 27 سبتمبر 1961        |
|             | الاتحاد الدولي للاتصالات                  | 1 نوفمبر 1956       | 30 ديسمبر 1961        |
|             | منظمة التعاون الإسلامي                    | 25 سبتمبر 1969      | ?                     |
|             | منظمة الشرطة الجنائية الدولية             | ?                   | ?                     |
|             | الاتحاد البريدي العالمي                   | ?                   | ?                     |
|             | البنك الدولي للإنشاء والتعمير             | 25 أبريل 1958       | 10 سبتمبر 1962        |
|             | المركز الدولي لتسوية المنازعات الاستشارية | 10 يونيو 1967       | 14 أكتوبر 1966        |
|             | وكالة ضمان الاستثمار متعدد الأطراف        | 17 سبتمبر 1992      | 20 يونيو 1996         |
|             | الاتحاد الأفريقي                          | ?                   | ?                     |
|             | منظمة التجارة العالمية                    | 1995                | ?                     |

## وصلات خارجية
- موقع وزارة الخارجية المغربية